# يوهان بابتيست فون سبيكس
يوهان بابتيست ريتر فون سبيكس (9 فبراير 1781 - 13 مارس 1826) عالم أحياء ألماني وعضو في أكاديمية العلوم البافارية منذ عام 1813.
أحضر سبيكس من رحلته الاستكشافية إلى البرازيل، مجموعة كبيرة ومتنوعة من عينات النباتات والحشرات والثدييات والطيور والبرمائيات والأسماك إلى ألمانيا. حيث تُشكل أساسًا مهمًا لمجموعة علم الحيوان الوطنية في ميونيخ اليوم. من الأمثلة على مجموعاته الإثنوغرافية، أقنعة الرقص وما شابهها، والتي أصبحت الآن جزءًا من مجموعة متحف الإثنوغرافيا في ميونيخ.

## السيرة الشخصية
وُلد سبيكس في هوشستادت، في منطقة فرانكونيا الوسطى الحالية، وكان السابع من بين أحد عشر طفلاً. منزل طفولته هو موقع متحف سبيكس، وهو مفتوح للجمهور منذ عام 2004. درس الفلسفة في بامبرغ وتخرج بدرجة الدكتوراه. في وقتاً لاحق درس اللاهوت في فورتسبورغ. وبعد حضور محاضرات الأستاذ الشاب فريدريك فيلهيلم يوزف شيلن، أصبح مهتمًا بالطبيعة. ترك دراساته اللاهوتية وبدأ في دراسة الطب، وحصل على درجة الدكتوراه الثانية عام 1807.
بعد فترة قصيرة من العمل طبيبًا في بامبرغ، عيّنهُ الملك ماكسيميليان الأول جوزيف ملك بافاريا كطالب في عِلم الحيوان في الأكاديمية البافارية للعلوم والإنسانيات في ميونيخ عام 1808. وحصل على مِنحة دِراسية للذهاب إلى باريس لتعلم عِلم الحيوان العلمي مع جورج كوفييه وآخرين. ومن هُناك قام أيضًا برحلة أولى إلى ساحل بحر نورماندي في شمال فرنسا. سافر لاحقًا إلى جنوب فرنسا وإيطاليا، وجمع الحيوانات لمجموعة علم الحيوان التابعة للأكاديمية البافارية للعلوم والإنسانيات، واستكشف الحيوانات البحرية.
في عام 1810، عاد سبيكس إلى ميونيخ حيث قام بفرز مجموعة علم الحيوان وكتب أول منشور له عن نجم البحر والحيوانات البحرية الأخرى. بعد هذا المنشور الأساسي الأول، وهو كتاب عن تاريخ تصنيف علم الحيوان، نُشر عام 1811، عُيّن عضوًا في أكاديمية العلوم البافارية، وأول عالم آثار مديراً لمجموعة علم الحيوان البافارية، التي تعتبر أساس «مجموعة ولاية بافاريا لعلم الحيوان». نشر العديد من الأعمال الأخرى، من أهمها دراسة التشكل المُقارن لجماجم العديد من الحيوانات المختلفة، بما في ذلك الرجال، والقرود، والزواحف، والطيور، وغيرها. نُشر هذا الكتاب عام 1815، وقد كُتب باللغة اللاتينية وزُوِّد برسومات حجرية جميلة.

## رحلة استكشافية إلى البرازيل (1817 - 1820)

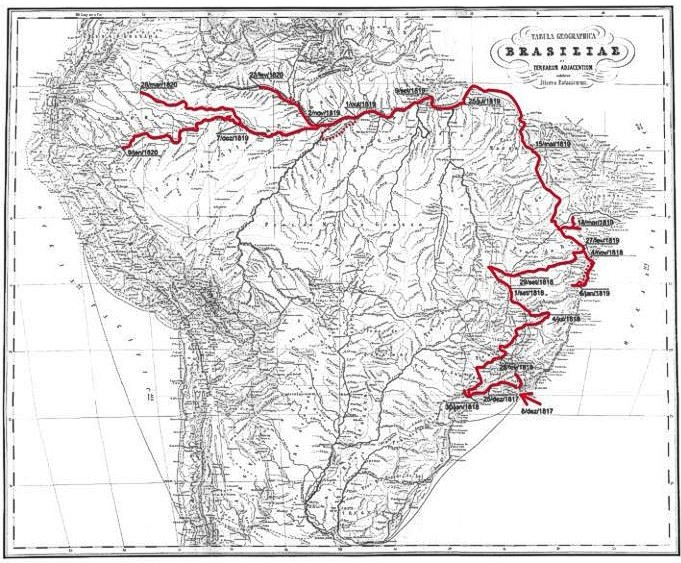
طريق مارتيوس وسبيكس في البرازيل 1817-1820

في عام 1817، سافر سبيكس وكارل فريدريش فيليب فون مرتيوس إلى البرازيل مع مجموعة من علماء الطبيعة النمساويين الذين رافقوا ماريا ليوبولدينا من النمسا. ذهبوا أولاً إلى ريو دي جانيرو، لكن سرعان ما تركوا المجموعة النمساوية وسافروا بمفردهم عبر البرازيل. سافر سبيكس ومرتيوس من جنوب ريو دي جانيرو إلى شمال ساو باولو. خلال هذا الجزء من رحلتهم، رافقهم الرسام النمساوي توماس إندر. ثم واصلوا طريقهم إلى أورو بريتو وديامانتينا، في مقاطعة ميناس جيرايس، حيث وصفوا تعدين الماس. من هُناك، ذهبوا إلى القارة ثم عادوا إلى ساحل سلفادور.
عبروا نهر كاتينجا الجاف في شمال شرق البرازيل، وعانوا من أمراض خطيرة مُختلفة، وكادوا أن يموتوا من العطشِ عدةِ مرات. خلال الرحلة بأكملها، قاموا بجمع ووصف الحيوانات والنباتات. كما وصفوا السكان الأصليين وعاداتهم، وكذلك أي شيء قد يكون ذا أهمية اقتصادية. قاموا أيضًا بالتحقيق في نيزك بنديجو العملاق. كما اكتشفوا الأسماك الأحفورية من مجموعة سانتانا.
كان الجزء الأخير من الرحلة هو الذهاب إلى نهر الأمازون، ثم غراو بارا. هناك ذهب سبيكس ومرتيوس في طرق مُنفصلة لاستكشاف المنطقة. ذهب سبيكس إلى تاباتينجا، إلى حدود بيرو، ومن ماناوس حتى نهر نيغرو. سافر مرتيوس بالقارب إلى نهر يوبورا، ومن هناك أحضر إلى ميونيخ طفلين برازيليين أصليين من قبيلتين مختلفتين، هما جوري وميرانها. حيث عُمِّد الأطفال بأسمي يوهانس وإيزابيلا. عاد سبيكس ومرتيوس عام 1820 إلى ميونيخ مع عينات من آلاف النباتات والحيوانات والأشياء الإثنولوجية. شكلت العينات الحيوانية أساس مجموعة مُتحف التاريخ الطبيعي في ميونيخ، والأشياء الإثنولوجية لسبيكس ومرتيوس هي أساس مُتحف فور فولكركوندي ميونيخ (الآن: متحف Fünf Kontinente).

## منشورات

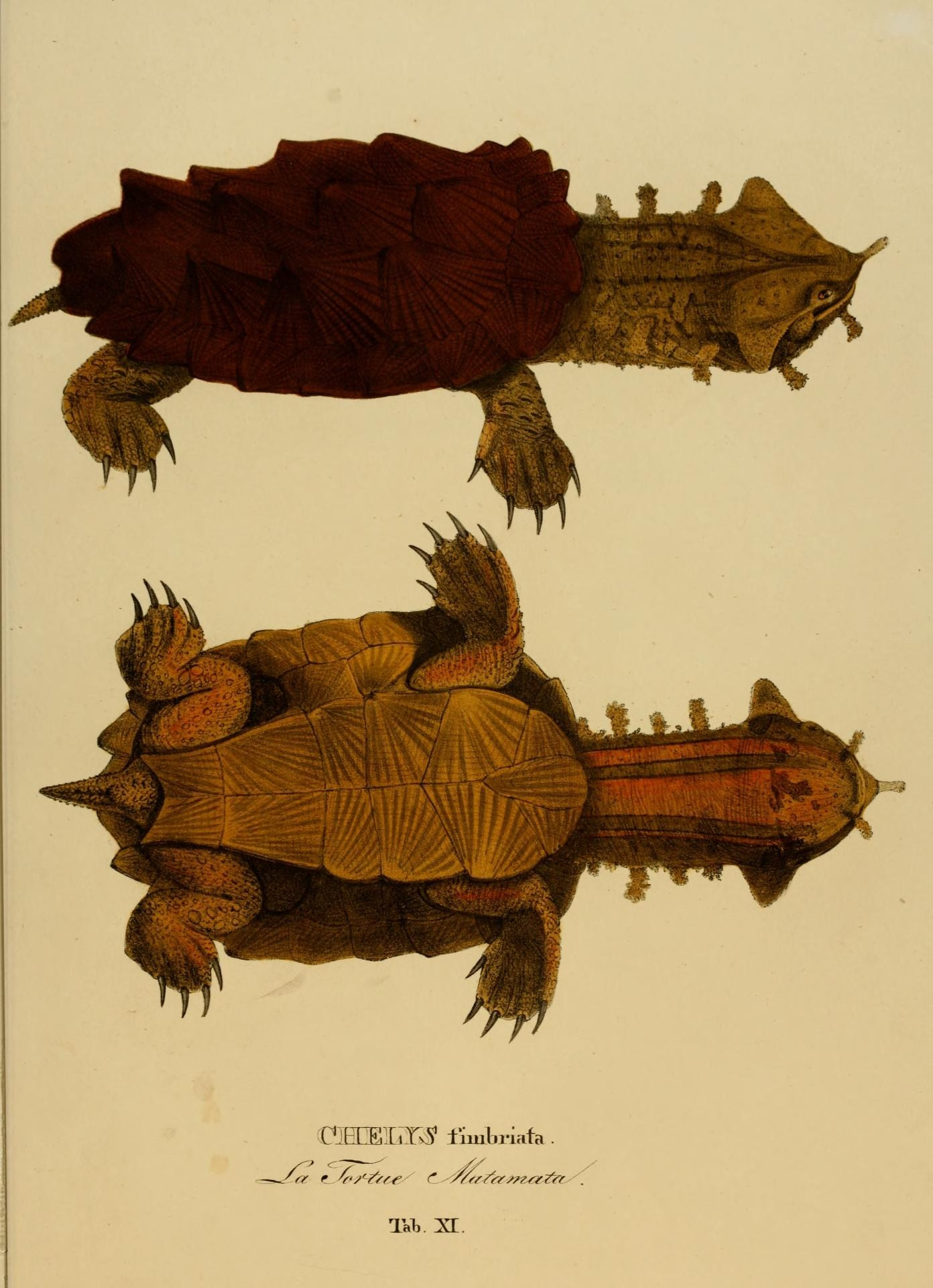
رسم توضيحي لماتا ماتا تم جمعها بواسطة سبيكس في البرازيل

تم تكريم سبيكس ومنحه رتبة فارس من قبل ملك بافاريا. حيث عمل بجد على مواد علم الحيوان الخاصة به، وأعد وصفًا للرحلة مع مرتيوس. طُبع هذا الوصف في ثلاثة مجلدات أعوام 1823 و 1828 و 1831، وتُرجم إلى الإنجليزية (المجلد الأول فقط) والبُرتغالية، والتي لا تزال ذات أهمية كبيرة. توفي سبيكس أثناء إعداد المجلد الثاني، لكن مرتيوس أنهى نشره باستخدام ملاحظات سبيكس نفسه. وصف سبيكس وسمّى العديد من الطيور والقرود والخفافيش والزواحف. إجمالاً وصف ما يقرب من 500 إلى 600 نوعاً ونوع فرعي. علاوة على ذلك، تم تسمية عدة أنواع بإسمه. من بين أكثر الاكتشافات شهرة في سبيكس هو نوع مكاو سبيكس، والذي سمه المستكشف وعالم الطبيعة الألماني جورج ماركغريف.

## الوفاة
توفي سبيكس في 13 مايو 1826 في ميونيخ، ربما بسبب مرض استوائي مثل مرض الداء العليقي أو مرض شاغاس. ويقع قبره في المقبرة الجنوبية القديمة من ميونيخ. أشار يوهان أندرياس شميلر في مذكراته بمناسبة وفاة سبيكس ودفنه، إلى أنه كان يجب دفنه بين طفلين هنديين، أحضرهما من وطنهما إلى باحة كنيسة ميونيخ، وكان شميلر يعرف سبيكس منذ 19 يوليو 1816. ووفقًا لشميلر، عانى سبيكس من الحكم القاسي الذي أصدره سومرينغ من تكوّن رأسه ولم يعد يقف على قدميه عقليًا وجسديًا إلا بعد الرحلة إلى البرازيل، ولكن حتى بعد عودته كان سبيكس مكتئبًا في الغالب.

## الإرث
تم الاحتفال بذكرى سبيكس في الأسماء العلمية لثلاثة أنواع من الزواحف في أمريكا الجنوبية: سلحفاة نوع Acanthochelys spixii ، ثعبان Chironius spixii ، ورحة Micrurus spixii ، وهو ثعبان مرجاني سام. كما أنشأت جامعة بامبرغ بألمانيا برنامج أستاذية الزائر الدولي السنوي يحمل اسم سبيكس.

## أعماله

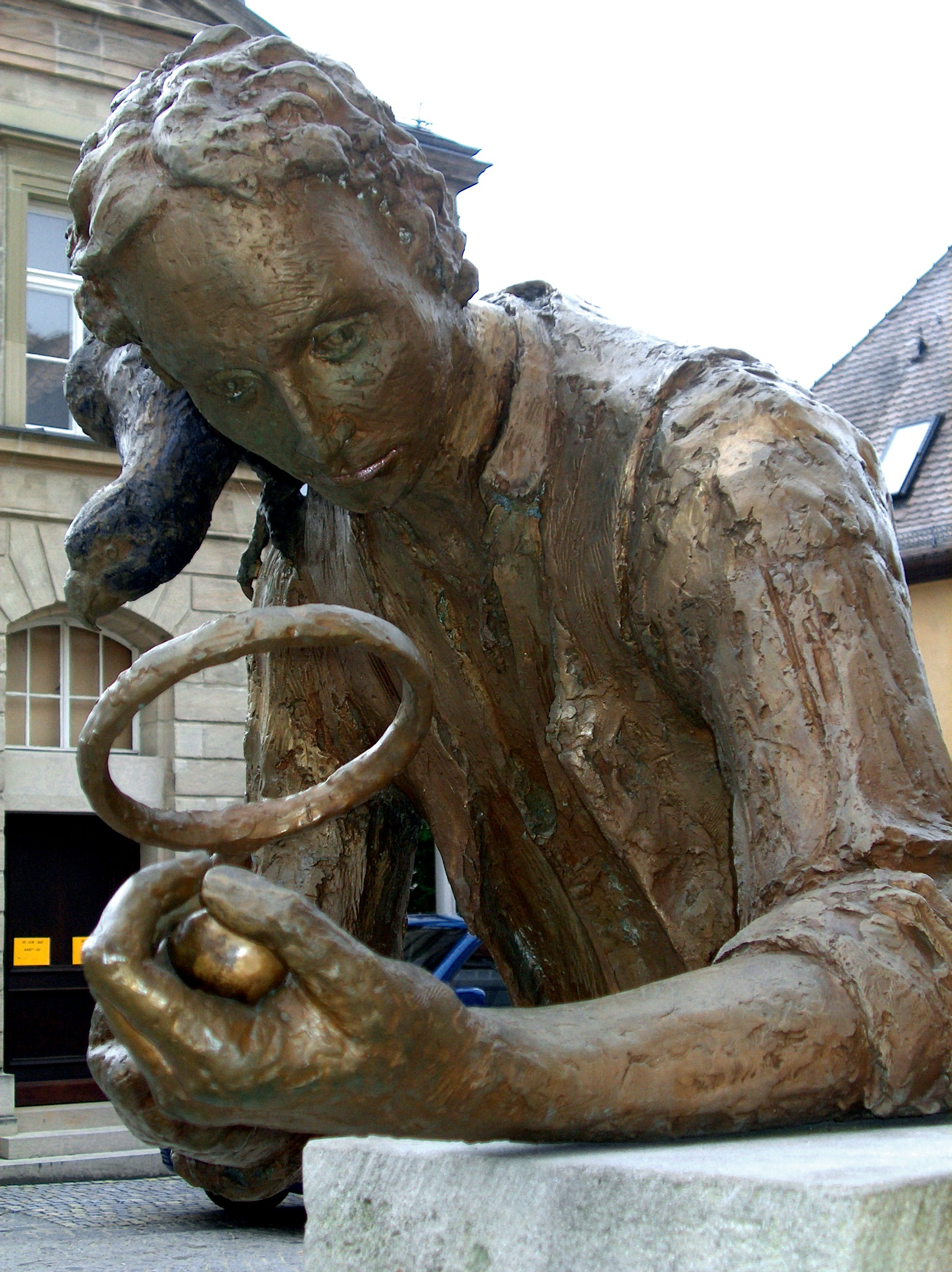
نصب سبيكس التذكاري

| 1811      | : Geschichte und Beurtheilung aller Systeme in der Zoologie nach ihrer Entwicklungsfolge von Aristoteles bis auf die gegenwärtige Zeit. Schrag'sche Buchhandlung I-XIV; 710pp. |
| 1815      | : Cephalogenesis sive Capitis Ossei Structura, Formatio et Significatio per omnes Animalium Classes, Familias, Genera ac Aetates digesta, atque Tabulis illustrata, Legesque simul Psychologiae, Cranioscopiae ac Physiognomiae inde derivatae.-Typis Francisci Seraphici Hübschmanni, Monachii: 11 and 72pp; 9 Taf. |
| 1823      | : Simiarum et Vespertilionum Brasiliensium species novae ou Histoire Naturelle des espècies nouvelles de singes et de chauves - souris observées et recueillies pendant le voyage dans l'interieur du Brésil exécuté par ordre de S M Le Roi de Bavière dans les années 1817, 1818, 1819, 1820. Typis Francisci Seraphi Hybschmanni, Monachii: I - VIII, 1-72, 28 tables. |
| 1824      | a: Animalia nova sive species novae Testudinum et Ranarum, quas in itinere per Brasiliam annis MDCCCXVII - MDCCCXX Iussu et Auspiciis Maximiliani Josephi I. Bavariae Regis suscepto collegit et descripsit. Typis Franc. Seraph. Hübschmanni, Monachii: 1-29, 22 tables - 1981 Soc. for the Study of Amphibians and Reptiles with an introduction by P. E. Vanzolini |
| 1824      | 1824b: Avium species novae, quas in itinere per Brasiliam Annis MDCCCXVII - MDCCCXX Iussu et Auspiciis Maximiliani Josephi I. Bavariae Regis suscepto collegit et descripsit. Typis Franc. Seraph. Hübschmanni, Monachii: Tom. I, 1-90, 91 tabes; Tom. II, 1-85, 109 Taf. |
| 1824      | Spix & Wagler 1824: Serpentum Brasiliensium Species novae ou Histoire Naturelle des especes nouvelles de Serpens, Recueillies et observées pendent le voyage dans l'interieur du Brésil dans les Années 1817, 1818, 1819, 1820 ... publiée par Jean de Spix, ... écrite dàprès les notes du Voyageur par Jean Wagler. Typis Franc. Seraph. Hübschmanni, Monachii: 1-75, 26 Taf. - reprinted 1981 Soc. for the Study of Amphibians and Reptiles, Oxford; with an introduction by P. E. Vanzolini |
| 1817–1820 | gemacht und beschrieben. 3 Volumes and one Atlas - Verlag M. Lindauer, München. 1388pp. (Bd. II und III edited by C.F.Ph. v. Martius) - reprint, 1967, F. A. Brockhaus Komm. Ges. Abt. Antiquarium, Stuttgart - also English (1st vol.) and Portuguese translations available. |